# 7547 Martinnakata
A 7547 Martinnakata (ideiglenes jelöléssel (7547) 1979 MO4) a Naprendszer kisbolygóövében található aszteroida. Eleanor F. Helin és Schelte J. Bus fedezte fel 1979. június 25-én.